# 横田真人 (作曲家)
横田 真人（よこた まひと）は、主にゲームミュージックを手掛ける作曲家、編曲家である。

## 概要
コーエー在籍時に『決戦』シリーズなどを手掛ける。その後、任天堂情報開発本部東京制作部に移籍し、『スーパーマリオシリーズ』や『ゼルダの伝説シリーズ』などに携わっている。本格的なオーケストレーションを得意とする。

## 作品

### コーエー時代
- 三國志曹操伝（1998年）
- 西遊記（1999年） - サウンドエフェクト[1]
- 決戦（2000年） - サウンドディレクター・サウンドエディット[2]
- 決戦II（2001年） - サウンドディレクター・サウンドエディット
- 三國志戦記（2002年） - 作曲・サウンドディレクター・サウンドエディット
- 紅の海 Crimson Sea（2002年） - サウンドディレクター・サウンドエディット
- 真・三國無双3（2003年） - 2曲作曲
- 三國志戦記2（2003年） - 作曲・サウンドディレクター・サウンドエディット

### 任天堂時代

#### ゲーム
- ドンキーコングジャングルビート（2004年） - 音楽[3]
- ゼルダの伝説 トワイライトプリンセス(2006年） - デモ曲「Teaser Music」のオーケストレーション
- スーパーマリオギャラクシー（2007年） - 音楽（近藤浩治による新曲4曲以外の作曲・編曲[4]）
- 大乱闘スマッシュブラザーズX（2008年） - オリジナルゲームスーパーバイザー
- Wii Music（2008年） - 音楽（永田権太・峰岸透と共同）
- スーパーマリオギャラクシー2（2010年） - 音楽（永松亮・近藤浩治と共同[5]）
- ドンキーコング リターンズ（2010年） - スペシャルサンクス
- ゼルダの伝説 時のオカリナ 3D（2011年） - 音楽（濱剛と共同）
- スーパーマリオ 3Dランド（2011年） - 音楽（早崎あすか・濱剛と共同）
- ゼルダの伝説 スカイウォードソード（2011年） - 音楽（若井淑・藤井志帆・濱剛・近藤浩治と共同）
- New スーパーマリオブラザーズ U（2012年） - 音楽（藤井志帆と共同）
- ドンキーコング リターンズ 3D（2013年） - スペシャルサンクス
- New スーパールイージ U（2013年） - 音楽（藤井志帆と共同）
- スーパーマリオ 3Dワールド（2013年） - サウンドディレクター・音楽（峰岸透・近藤浩治・岩田恭明と共同）
- マリオカート8（2014年） - サウンドサポート（渡邊貴宏と共同）
- 大乱闘スマッシュブラザーズ for Nintendo 3DS / Wii U（2014年） - 一部楽曲の編曲
- 進め! キノピオ隊長（2014年） - 音楽（久保直人と共同）
- ゼルダの伝説 ムジュラの仮面 3D（2015年） - 音楽（久保直人と共同）
- スプラトゥーン（2015年） - 「アタリメ司令」の声[6]
- マリオテニス ウルトラスマッシュ（2015年） - ミュージックスーパーバイザー（近藤浩治と共同）
- ミニマリオ & フレンズ amiiboチャレンジ（2016年） - ミュージックスーパーバイザー（共同）
- ゼルダの伝説 ブレス オブ ザ ワイルド（2017年） - スペシャルサンクス
- マリオカート8 デラックス（2017年） - サウンドサポート（渡邊貴宏と共同）
- ARMS（2017年） - サウンドサポート（共同）
- スーパーマリオ オデッセイ（2017年） - サウンドマネージメント
- スプラトゥーン2（2018年[注 1]） - 「アタリメ司令」の声（DLC「Octo Expansion」）
- 大乱闘スマッシュブラザーズSPECIAL（2018年） - メインテーマミュージック レコーディングマネージメント
- ゼルダの伝説 夢をみる島（Nintendo Switch版、2019年） - スペシャルサンクス
- スーパーマリオ 3Dワールド + フューリーワールド（2021年） - スペシャルサンクス
- マリオゴルフ スーパーラッシュ（2021年） - サウンドスーパーバイザー（共同）
- スプラトゥーン3（2022年） - 「アタリメ司令」の声
- マリオ+ラビッツ ギャラクシーバトル（2022年） - サウンドスーパーバイザー（共同）
- ゼルダの伝説 ティアーズ オブ ザ キングダム（2023年） - スペシャルサンクス
- スーパーマリオRPG（Nintendo Switch版、2023年） - サウンドスーパーバイザー（共同）
- マリオvs.ドンキーコング（Nintendo Switch版、2024年） - サウンドスーパーバイザー（渡邊貴宏と共同）
- ゼルダの伝説 知恵のかりもの（2024年） - サウンドスーパーバイザー

#### その他
- ピクミン ショートムービー（2014年） - 音楽（郷原繁利・若井淑・吉冨亮二と共同）
- ゼルダの伝説シンフォニー：ムジュラの仮面 3D発売記念コンサート（2015年） - 監修・選曲・指揮者と演奏者の人選[7]
- ゼノブレイド スタジオライブ（2015年） - ディレクション[要出典]